# Santiago Naranjos
Santiago Naranjos är en ort i Mexiko.   Den ligger i kommunen Santiago Juxtlahuaca och delstaten Oaxaca, i den sydöstra delen av landet, 270 km söder om huvudstaden Mexico City. Santiago Naranjos ligger 1 742 meter över havet och antalet invånare är 816.
Terrängen runt Santiago Naranjos är kuperad norrut, men söderut är den bergig. Santiago Naranjos ligger nere i en dal som går i nord-sydlig riktning. Runt Santiago Naranjos är det ganska glesbefolkat, med 43 invånare per kvadratkilometer. Närmaste större samhälle är Santiago Juxtlahuaca, 7,4 km norr om Santiago Naranjos. I omgivningarna runt Santiago Naranjos växer huvudsakligen savannskog.